# Exército Libertador do Sul
O Exército Libertador do Sul foi um exército organizado e liderado pelo general Emiliano Zapata, no Estado de Morelos, no sul do México. A principal causa de Zapata foi a reforma agrária e o ELS se tornou um dos pioneiros da Revolução Mexicana.
O ELS foi originalmente alinhado com Francisco I. Madero, em oposição ao regime do presidente Porfírio Diaz, que foi derrubado em 1911. Durante a batalha e o cerco de Cuautla, composto de 4.000 ou 5.000 homens, o exército zapatista venceu o chamado 5º Regimento de Ouro, o melhor batalhão do exército porfirista. Logo que o regime de Madero provou não estar comprometido com a causa da reforma agrária, o ELS se voltou contra ele.
Lutaram continuamente contra os sucessivos líderes Victoriano Huerta e Venustiano Carranza. O número máximo de soldados que o ELS chegou a ter foi de 27.000 homens, sendo o segundo exército revolucionário mais poderoso em 1914, mas o assassinato de Zapata em 1919 deu um duro golpe contra o ELS e se passou o comando do exército para Genovevo de la O, que permaneceu em pé de guerra até o assassinato de Carranza. Após esse incidente, o ELS foi lentamente se desintegrando.
As figuras mais representativas do ELS incluem Emiliano Zapata, Otílio Montaño Sánchez, Genovevo de la O, Cirilo Serna, Eufemio Zapata, Nabor Mendoza e outros.